# Bereifter Rotfußröhrling
Der Bereifte Rotfußröhrling (Xerocomellus pruinatus, syn. Boletus pruinatus, Xerocomus pruinatus) ist eine Pilzart aus der Familie der Dickröhrlingsverwandten. Bis vor wenigen Jahren wurde er in der Gattung Filzröhrlinge (Xerocomus) geführt, die aber aufgrund molekularbiologischer Erkenntnisse auf den Verwandtschaftskreis der Ziegenlippe reduziert wurde. Wegen der recht kompakten Fruchtkörper heißt er auch Stattlicher Rotfußröhrling. Darüber hinaus wird die Art im Volksmund auch Herbstrotfuß genannt, weil sie bevorzugt im Herbst oder zumindest in herbstartigen Kälteperioden fruktifiziert.

## Merkmale

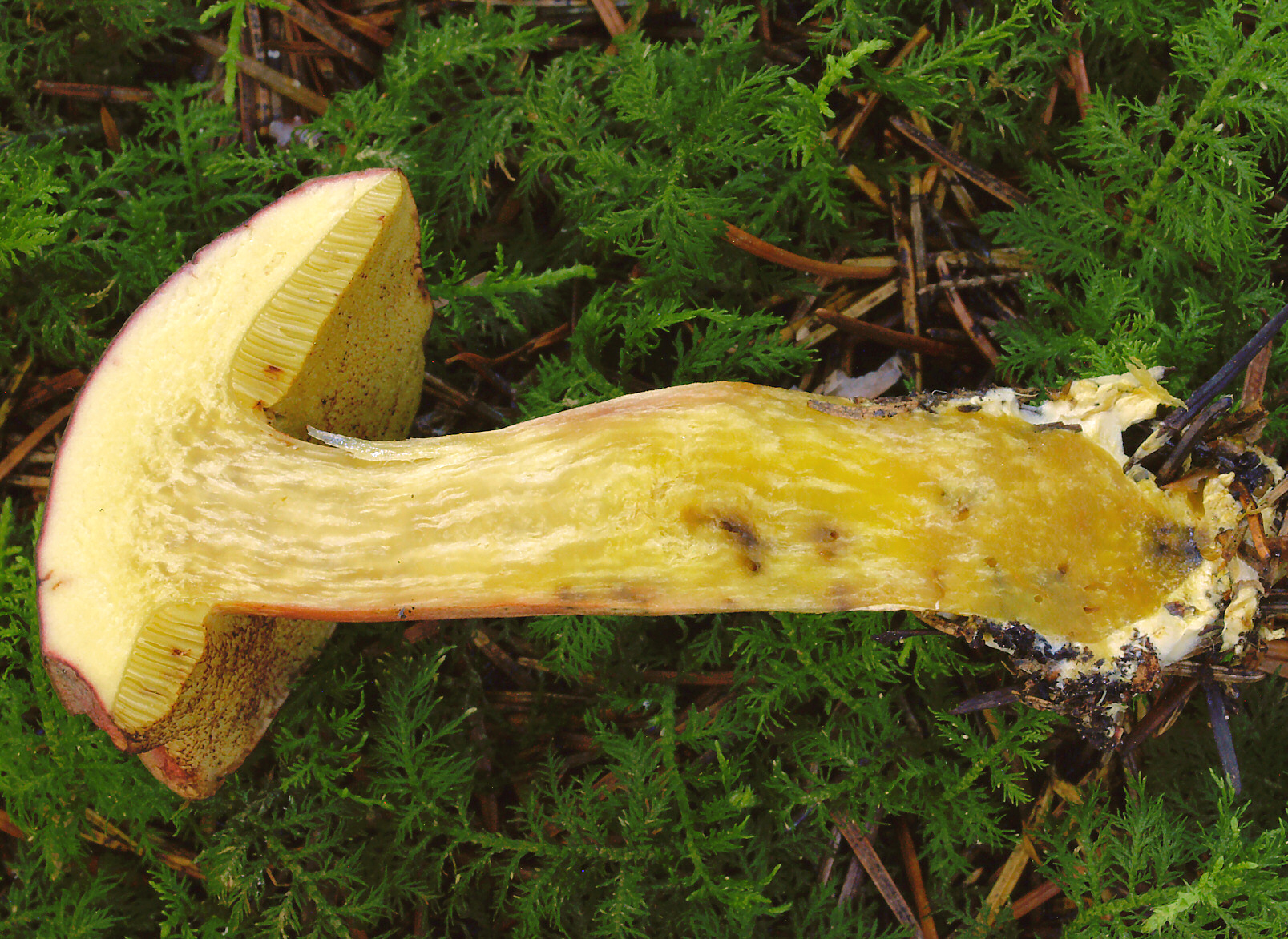
Typisch für den Bereiften Rotfußröhrling sind das gelbe Stielfleisch und die weinrote Linie unter der braunen Hutdeckschicht.

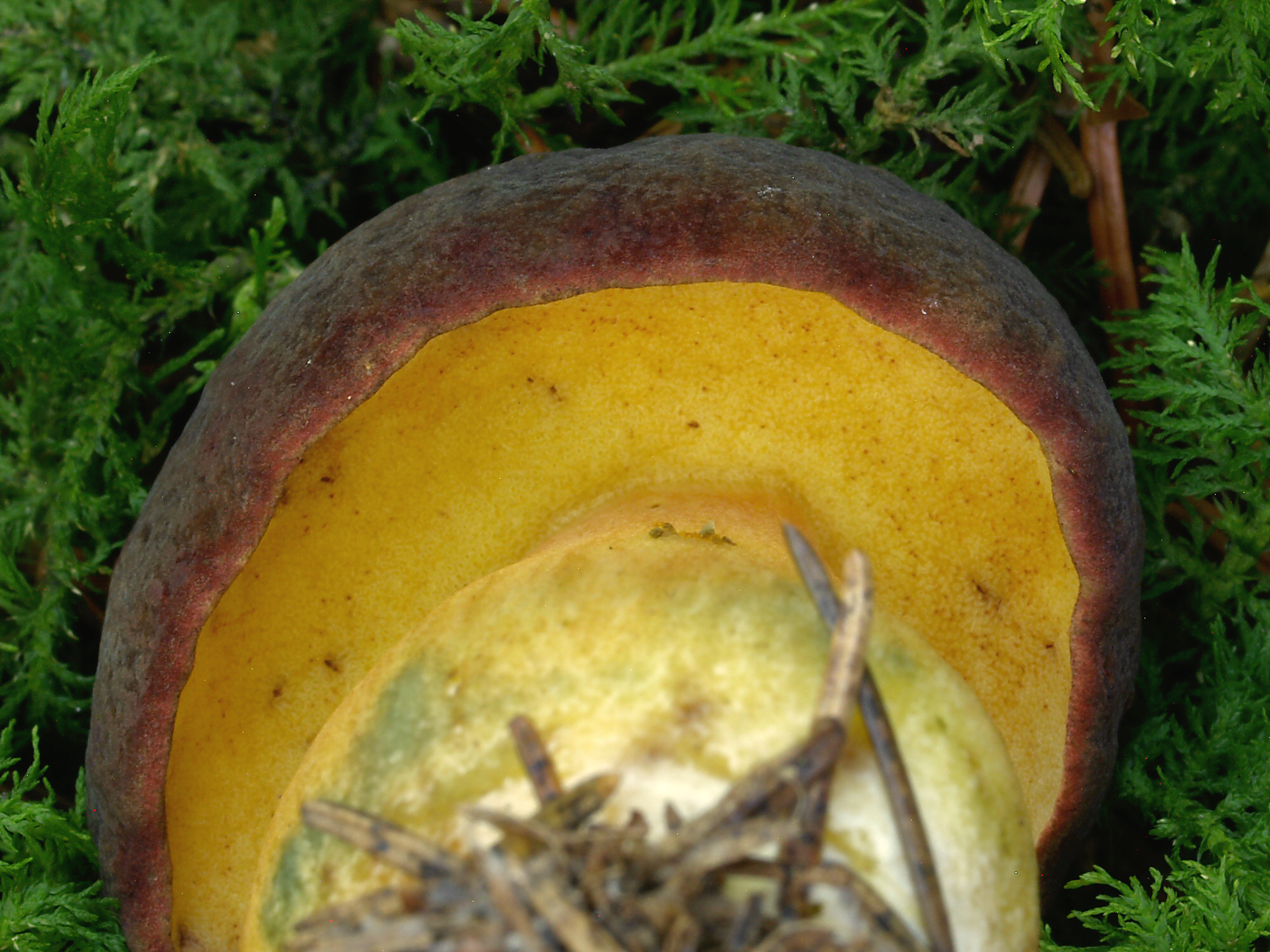
Am Hutrand dieses Fruchtkörpers scheint die weinrot gefärbte Unterhaut durch.

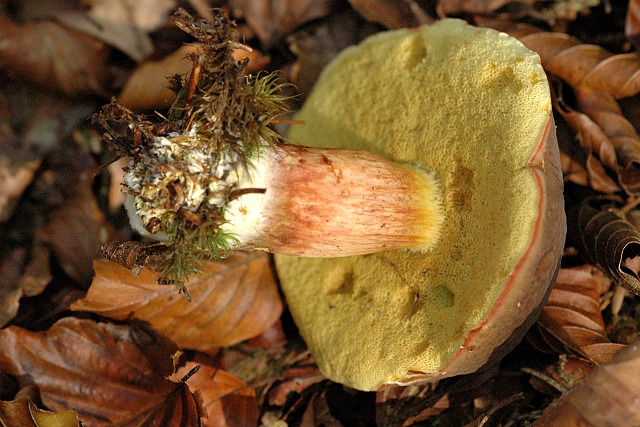
Bei ausgewachsenen Exemplaren ist am Hutrand häufig die kontrastierende, weinrote Unterhaut (Subcutis) zu erkennen.

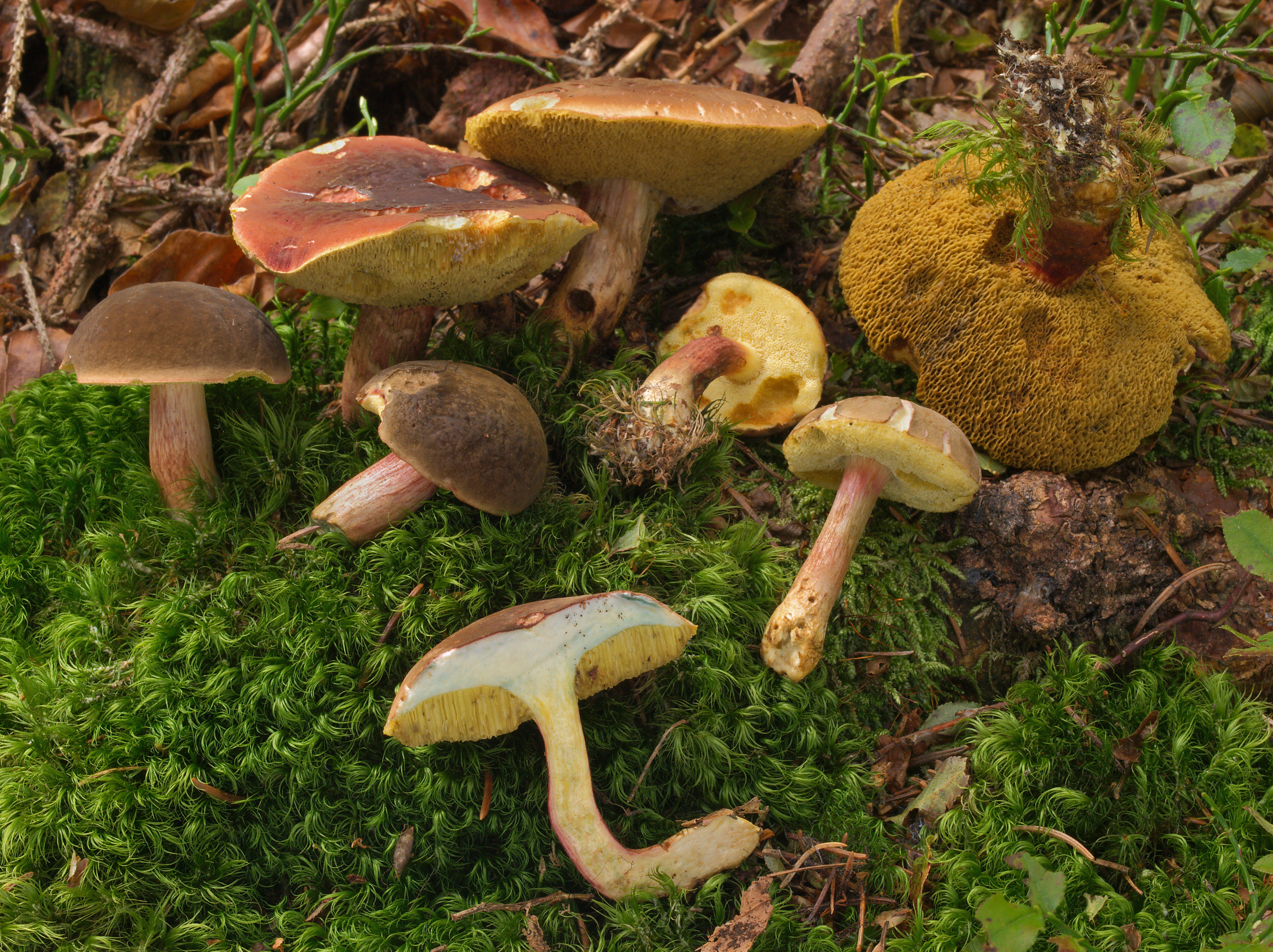
Diese Gruppe Bereifter Rotfußröhrlinge wuchs Ende September 2009 im Nationalpark Bayerischer Wald unter Buchen und Fichten auf saurem Boden.

### Makroskopische Merkmale
Der Bereifte Rotfußröhrling besitzt einen 2,5–10(–15) cm breiten, zunächst polsterförmigen Hut, der im Alter verflacht und sich am Rand nach oben wölbt. Die Hutdeckschicht hat eine schwarz-, dunkel- bis maronenbraune Farbe. Bisweilen kann der Hut auch völlig wein- bis blutrot gefärbt sein. Die braunen Farben alter Fruchtkörper können auch düstere Olivtöne aufweisen. Häufig ist am Rand die darunter liegende, weinrote Unterschicht (Subcutis) sichtbar. Ansonsten ist der Rand heller, weißlich, gelblich oder aprikosen- bis rostfarben getönt. Die Oberfläche ist jung runzelig-grubig strukturiert und feinsamtig bereift. Später wird sie glatter, verkahlt und zeigt kaum Risse in der Huthaut. Die Risse erscheinen erst am Rand und greifen nur in seltenen Fällen auf den gesamten Hut über. Bei regnerischer Witterung ist die Oberfläche klebrig, ansonsten trocken. Etwaige blass gelbliche Fraßstellen verfärben sich nach einigen Stunden rötlich.
Die jung zitronengelben, freudig gelben bis chromgelben, dann grünlich-gelben Röhren blauen auf Druck kaum, nehmen aber gerne rostbraune Töne an. Die Poren (Röhrenmündungen) sind wie die Röhren gefärbt, jung rund und später eher mehreckig, unregelmäßig gewunden und nur selten größer als 1 mm. Die am Stiel angewachsene und mit einem Zahn herablaufende Röhrenschicht ist häufig dicker als das Hutfleisch. Das Sporenpulver hat frisch eine senfgelbe, trocken eine mehr oliv getönte Farbe.
Der 3–8(–12) cm lange, 1–3(–4) cm breite und kräftige, schwach faserige Stiel hat jung meist eine bauchig-spindelige und ausgewachsen eine zylindrische Form. Das Farbspektrum reicht von gelblich bis leuchtend gelb, selten von Beginn an rotflockig, ältere Fruchtkörper zeigen häufig rot überlaufene Flecken und können schließlich völlig rot aussehen. Die Stielbasis verfärbt bei Quetschung oft braun und zeigt ein schmutzig weißes bis blass gelbliches Myzel.
Während des Wachstums verblasst das rein gelbe Fleisch im Hut weißlich aus, im Stiel bleibt es dagegen satter gefärbt und zeigt mehr Ockertöne, manchmal auch einen roten Schimmer. Die Basis nimmt schließlich eine mehr oder weniger intensive Blaufärbung an. Bei Luftkontakt blaut das Fleisch nicht oder nur im Alter ein wenig. Lediglich die Stielrinde kann Rottöne aufweisen. Die weinrote Linie unter der Hutdeckschicht ist vor allem bei einem Skalpschnitt gut zu erkennen. Dabei wird mit einer Klinge in einem flachen Winkel eine Scheibe von der Hutoberseite abgetrennt, wodurch die Subcutis breiter und besser differenziert erscheint. Geruch und Geschmack sind unauffällig bis etwas säuerlich.
Bei frischen Fruchtkörpern fleckt das Fleisch olivgrün nach dem Aufbringen eines Tropfens Melzers Reagenz, während Exsikkate eine schwache bis deutliche „flüchtige Amyloid-Farbreaktion“ im Stielfleisch und in der Lamellentrama zeigen.

### Mikroskopische Merkmale
Die Sporen messen (9,0) 14,0 ± 1,18 (17,2) × (3,8) 5,1 ± 0,36 (6,3) Mikrometer, der Quotient aus Länge und Breite beträgt (2,0) 2,7 ± 0,22 (3,6). Sie haben eine fast spindelige Form, oben am Apikulus eine gut ausgeprägte Delle und bis zu 0,5 µm leicht verdickte Wände. Die Sporen sind intensiv honigfarben und bei Reife mit 1–2 Öltröpfchen gefüllt. Die unter dem Rasterelektronenmikroskop sichtbare, fein längsgestreifte Oberfläche lässt sich nur schwer mit dem Lichtmikroskop erkennen. Weder unter der Zugabe von Jodlösung noch Kalilauge zeigen die Sporen eine Farbreaktion.
Die Maße der keulenförmigen, (1–3)4-sporigen Basidien betragen 30-45 × 9,5–15 × 3–6 µm. Wie die Zystiden sind sie in 3-prozentiger Kalilauge mit farblosem bis gelblichem Inhalt gefüllt. Die bauchig-spindelförmigen Pleurozystiden treten verstreut auf und sind 50-95 Mikrometer lang und 10-16 µm breit. Cheilozystiden kommen selten vor und ähneln in Größe, Form und Farbe den Pleurozystiden.
Die Hutdeckschicht ist ein Physalo-Palisadoderm aus ziemlich variablen, verschieden geformten Elementen. Die Endzellen haben eine zylindrische bis kugelige Form, zum Scheitel hin erscheinen die schlanken und kurzen zylindrischen Elemente oft aufgebläht, ähnlich einem Unterschenkel – ein typisches und wichtiges Bestimmungsmerkmal des Bereiften Rotfußröhrlings. Die unteren Elemente der Endzellen sind normalerweise breiter als die abschließenden; manchmal sitzt eine letzte, schlank und zylindrisch geformte Endzelle auf einer viel breiteren, kugelförmigen Zelle. Bisweilen bilden 2–3 solcher Zellen mit vergrößertem Durchmesser kurze Ketten. Neben der Gestalt erweisen sich auch die Maße der Huthautelemente als stark variabel: (7,9) 25,4 ± 8,77 (69,8) × (3,6) 11,2 ± 4,78 (47,5) µm, das Verhältnis aus Länge und Breite beträgt (0,7) 2,5 ± 1,09 (6,9).
Im Wesentlichen können 2 Arten der Hutdeckschicht unterschieden werden, die zu einem gewissen Grad vom Entwicklungsstadium der Fruchtkörper abhängen. Bei Typ 1 bestehen die Endzellen aus eher schlanken, zylindrischen bis mehr oder weniger drumstickförmigen Elementen. Sie Wände sind glatt bis schwach inkrustiert, die glattwandigen Zellen haben in der Regel ein intrazelluläres braunes Pigment. Die subterminalen Zellen sind oft aufgeblasen und so kurz wie oder sogar noch kürzer als das Anschlusselement und haben normalerweise keine intrazelluläre Pigmentierung. Bei Typ 2 weist die gesamte Hutdeckschicht schwach bis mäßig entwickelte Verkrustungen auf.

## Artabgrenzung
Der Ufer-Rotfußröhrling (Xerocomellus ripariellus) zeigt ein weniger lebhaftes, blassgelbes Fleisch und keine weinrote Färbung unter der oberen Hutdeckschicht. Die Endzellen der Huthaut sind jung keulig, später fast blasig und 10–20(–25) µm breit, wohingegen die des Bereiften Rotfußröhrlings zum Ende hin verjüngen und lediglich 5–12 µm breit sind.
Ähnlich sieht zudem der Gemeine Rotfußröhrling aus. Er besitzt aber ein rötliches Stielfleisch, zumindest zur Basis hin, und zeigt im Alter oft eine felderig aufgerissene Huthaut ohne eine darunter liegende weinrote Unterschicht.

## Ökologie

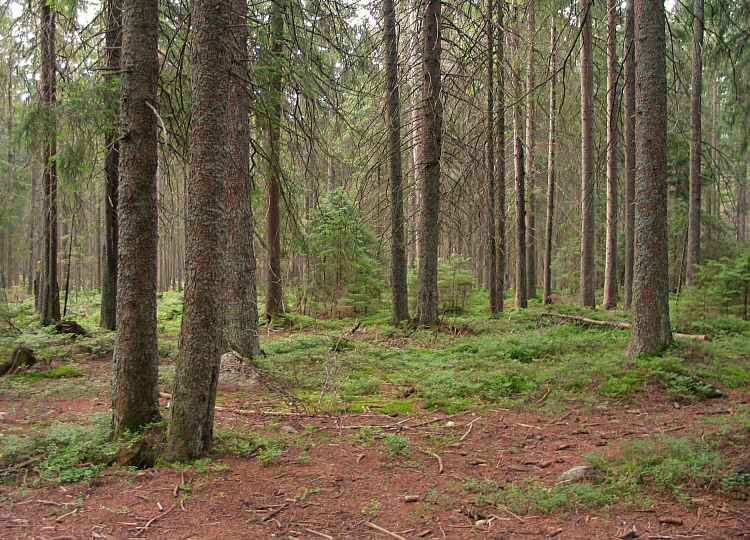
Der Bereifte Rotfußröhrling wächst gerne in Fichtenwäldern auf saurem Boden.

Der Bereifte Rotfußröhrling kommt in diversen Waldgesellschaften vor, darunter Fichtenforste, Hainbuchen-Eichen-Wälder, aber auch Gärten und Parks. In den zuletzt genannten Habitaten erscheinen die Fruchtkörper bevorzugt an den stickstoffreicheren Wegrändern und Säumen. Die Art benötigt sauren bis höchstens neutralen, frischen bis trockenen Boden. Der häufigste Symbiosepartner ist die Fichte, gefolgt von Rot-Buche und Stiel-Eiche. Weniger häufig lebt der Pilz mit Birken, Wald-Kiefern, Weiß-Tannen und Ulmen zusammen.
Die Fruchtkörper erscheinen hauptsächlich von September bis in den November hinein, bei Kälteeinbrüchen können sie auch schon im Sommer gefunden werden.

## Verbreitung
Xerocomellus pruinatus ist in Europa weit verbreitet. Die Art ist in Belgien, Dänemark, Deutschland, England, Frankreich, Italien, Irland, Norwegen, Österreich, Polen, Schweden, der Schweiz, der Slowakei, Slowenien, Spanien, Tschechien und Ungarn nachgewiesen worden. In den anderen europäischen Ländern wurde die Art häufig als Form des Gemeinen Rotfußröhrlings fehlinterpretiert.

## Systematik
Die erste Diagnose stammt von Johann Friedrich Gmelin aus dem Jahre 1792 als Merulius pruinatus, lag jedoch vor dem Startzeitpunkt der Nomenklatur für diese Gruppe der Pilze. Gültig wurde die Art 1835 von Elias Magnus Fries in seinem und Christopher Theodor Höks Gemeinschaftswerk „Boleti, fungorum generis illustratio“ als Agaricus pruinatus beschrieben. Wolfgang Klofac und Irmgard Krisai-Greilhuber kombinierten das Taxon 1992 in die Gattung Boletellus um. Zuletzt stellte 2008 der tschechische Röhrlingsspezialist Josef Šutara die Art in die von ihm neu aufgestellte Gattung Xerocomellus.